# Riihijärvi (sjö i Luumäki, Södra Karelen)
Riihijärvi är en sjö i kommunen Luumäki i landskapet Södra Karelen i Finland. Sjön ligger 94,7 meter över havet. Den är 17,5 meter djup. Arean är 51 hektar och strandlinjen är 3,67 kilometer lång. Sjön  ingår i Kymmene älvs huvudavrinningsområde.   Den ligger omkring 49 km väster om Villmanstrand och omkring 160 km nordöst om Helsingfors. 